# Подравање
Подравање (Подравно) је насељено мјесто и мјесна заједница у општини Сребреница, Република Српска, БиХ.

## Назив
Насеље је у катастарским књигама заведено као Подравно, док становништво употребљава назив Подравање.

## Географија
Подравање је разуђено планинско насеље. Удаљено је око 25 километара од Милића и исто толико од Сребренице.

## Историја
Муслиманске снаге из Сребренице и Жепе су 24. септембра 1992. године опколиле и напале Подравање. Том приликом су убили 32 српска цивила и војника, међу којима је било седам жена. Поједини су претходно мучени, неки су запаљени у својим кућама, а 25 лешева је пронађено без главе.
| „                                                                         | Гледали смо како одсијецају главе рањенима. Погинуо ми је син Митар тога дана у борби „прса у прса“. Након 38 дана вратили смо се да тражимо мртве. Лешеви су се распадали, а 25 лешева било је без глава. Сахранио сам сина у Милићима и још нечију лобању поред њега. | ” |
| — Цвијетин Шарац, свједок покоља из Подравања, изјава 24. септембра 2011. | |   |

Напад на Подравање је трајао читав дан, а способни мушкарци су га бранили до вечери када се група преживјелих извукла из обруча и сакрила у оближњим шумарцима, одатле су се даље кроз шуму четири дана пробијали до Милића. Сва српска имовина је опљачкана, а читаво насеље, односно свих 120 кућа са помоћним објектима је спаљено.

## Култура
У насељу се налази храм Српске православне цркве посвећен Огњеној Марији. Изградња цркве је започета у октобру 2009. а завршена 2010. године.

## Инфраструктура
Према подацима из септембра 2011, до сада је обновљено 40 од укупно 120 кућа које су спаљене 1992.

## Становништво
У насељу је 1992. живјело око 300 Срба. У периоду од 1992. до 1995. страдало је 57 становника.
| Националност       | 1991. | 1981. | 1971. | 1961. |
| Срби               | 412   | 524   | 573   |       |
| остали и непознато | 1     | 1     | 4     |       |
| Укупно             | 413   | 525   | 577   | '     |

| Демографија | Демографија | Демографија |
| Година      | Становника  | Становника  |
| ----------- | ----------- | ----------- |
| 1971.       | 577         |             |
| 1981.       | 525         |             |
| 1991.       | 413         |             |

### Презимена
Најчешће славе су Ђурђевдан, Никољдан и Јовањдан.
- Перендић
- Марковић[1]
- Николић (поријеклом Говедарица)[1]
- Шарац (поријеклом Шибалић)[1]
- Јовановић[1]
- Маринковић[1]
- Петровић[1]
- Митровић[1]
- Новаковић[1]
- Мијатовић[1]
- Илић[1]
- Томић[1]